# Tryphène de Cyzique
Tryphène de Cyzique est une chrétienne et martyre du IVe siècle à Cyzique (aujourd'hui Erdek en Turquie). Elle est vénérée comme sainte par les Églises orthodoxe et catholique. Sa fête est le 31 janvier.
Elle naquit et grandit dans une riche noble famille romaine à Cyzique. Le gouverneur romain local, Caesarius, la fit condamner à mort pour son refus d'offrir des sacrifices aux dieux romains et à l'empereur.

## Référence
1. ↑  « Arşivlenmiş kopya » [archive du 28 février 2022] (consulté le 28 février 2022)